# 曾近榮
曾近榮（英語：Ken Tsang，1927年3月30日—2011年9月10日），人稱曾Sir，生於廣州，早年移居香港，六十年代始主理家事常識而聞名，被尊稱「家居小博士」，因經常建議用哥士的（即氫氧化鈉的粵語音譯）清潔家居污漬，亦有「哥士的王子」稱號。八十年代中開始參與無綫電視處境劇演出，亦客串過多套電影，如在《逃學威龍》首集飾演一位記性差的化學老師。

## 生平
曾近榮早年曾任廣州培道中學校長禤偉靈的秘書3年，後來隨對方來港入職香港培道中學。禤偉靈出任香港培道中學校長，而曾近榮則於該校負責行政工作，職銜是文書兼註冊組組長達36年之久。從1965年4月9日起，曾近榮為麗的映聲主持教育節目《學以致用》，八十年代開始轉往無綫電視參與《歡樂今宵》、《婦女新姿》、《都市閒情》等節目主持家事常識環節，一直都為香港的電視觀眾解答家居生活上的各種疑難，廣受香港觀眾，尤其是家庭主婦歡迎。曾近榮更曾任香港中文大學校外課程工藝科教席近十年。
1986年曾近榮從學校工作退休後，除繼續主持家事常識節目外，並開展演藝工作，參與演出無綫電視處境劇《城市故事》，擔演劇裡家庭的公務員父親許潤，此後還在其他劇集演出，如《鬥氣一族》（1988年）、《同居三人組》 (1990年)、《餐餐有宋家》（1994年）等。曾近榮也在這段期間客串演出多部電影，最令人留下深刻印象是在《逃學威龍》飾演記性差的化學老師。
1995年曾近榮離開無綫後，漸漸淡出演藝工作，並於香港筲箕灣天悅廣場開設家居產品小商店「曾sir專門店」。此外，他也透過出版社出版多本有關家事常識及解決家事疑難的書籍。2000年之後，嘉華集團更聘請他為旗下捷盛物業管理公司出任家居顧問，2005年曾出版《嘉華每季通訊》。他最後一次在螢幕出現是在2010年主持路訊通的生活小常識節目《曾Sir秘笈》。
2002年開始，曾近榮在香港電台每周一次的節目《住家男人》擔當主持，為聽眾解答家事常識問題。2011年8月6日為曾近榮最後一次主持《住家男人》，也是他最後一次在媒體中出現。2011年8月13日，曾近榮離家準備前往香港電台主持節目時，身體感到不適，於是決定向香港電台請假，自行致電緊急電話前往醫院。之後他因病繼續向香港電台請假，直至2011年9月10日晚因病離世，享年84歲。

## 演出作品

### 電視劇（無綫電視）
- 城市故事（1986）飾 許潤
- 鬥氣一族（1988）飾 钟直
- 吉星報喜 (1988) 飾 陳村村長
- 花月佳期（1989）
- 水鄉危情（1990）
- 走路新郎哥（1990）飾 小明叔
- 孖仔孖心肝（1990）飾 榮伯
- 回到未嫁時（1990）飾 白博士
- 我本善良(1990)飾 伍世昌
- 同居三人組（1990）飾 周家旺
- 燃燒歲月（1990）飾 聶老爺
- 男人勿近（1991）飾 脫可喜
- 亞二一族（1991）飾 波叔
- 龍的天空（1992）飾 七叔
- 極度空靈（1992）飾 鬼醫生
- 大頭綠衣鬥殭屍（1993）飾 關海
- 少年五虎（1993）飾 彭錦
- 九彩霸王花（1993）飾 楊令
- 居者冇其屋（1993）飾 丁財
- 餐餐有宋家（1994）飾 毛有全

### 電視節目（麗的電視）
- 1965年至1979年：《學以致用》

### 電視節目（無綫電視）
- 每事問
- 婦女新姿
- 都市閒情
- 開心浪漫俏佳人（1991）

### 其他節目
- UFO (Pink Lady單曲)（1977）
- 曾SIR秘笈（路訊通，2010）

### 電影
- 1988年《三人世界》
- 1989年《奇蹟》
- 1990年《小男人週記2錯在新宿》
- 1990年《一咬OK》
- 1990年《喋血街頭》飾 珍父
- 1990年《朋黨》
- 1990年《新半斤八兩》（客串 梁主任）
- 1991年《逃學威龍》（客串 化學老師）
- 1991年《逃學英雄傳》（客串 化學老師）
- 1992年《審死官》（客串二叔）
- 1992年《力王》（客串 老馬）
- 1992年《俠聖》
- 1992年《特異功能猩求人》
- 1992年《噴火女郎》（客串 吳醫生）
- 1992年《芝士火腿》（客串 哥士的）
- 1993年《逃學威龍3之龍過雞年》（客串 化驗官）
- 1993年《韋小寶之奉旨溝女》飾 華叔
- 1993年《濟公》（客串 財神）
- 1993年《新難兄難弟》飾 屈羅娜表哥
- 1993年《一屋哨牙鬼》（客串 醫學院院長）
- 1993年《替天行道之殺兄》飾 黃冠華養父
- 1993年《街坊差人》
- 1994年《奸人世家》飾 神父
- 1995年《救世神棍》飾 陳春主診醫生
- 1995年《新房客》
- 1997年《麻雀飛龍》飾 保叔
- 1998年《行運一條龍》（客串 堅叔）
- 1998年《超級整蠱霸王》(客串      )
- 1998年《十兄弟》(客串       )
- 1999年《千王之王2000》（客串 富商何林）
- 2002年《慳錢家族》（客串 小巴司機）
- 2004年《性感都市》（客串 Gary）

### 電視廣告
- 198x年《衛士牌鋁窗》
- 1987年《世嘉電視遊戲機》
- 1988年《獅寶洗衣粉》
- 1989年《獅寶淨板劑》
- 1989年《皇冠牌爐具》
- 199x年《積架化工漏補王和1號潤滑油》
- 2003年《消費者委員會》
- 2005年《麥當勞》

### 電台節目（香港電台）
- 1980年代初 《節奏783》
- 2002年至2011年《住家男人》（周六版與馮偉棠、梁德民，周日版主持為何守信、邵國華及蔡浩樑）

## 著作

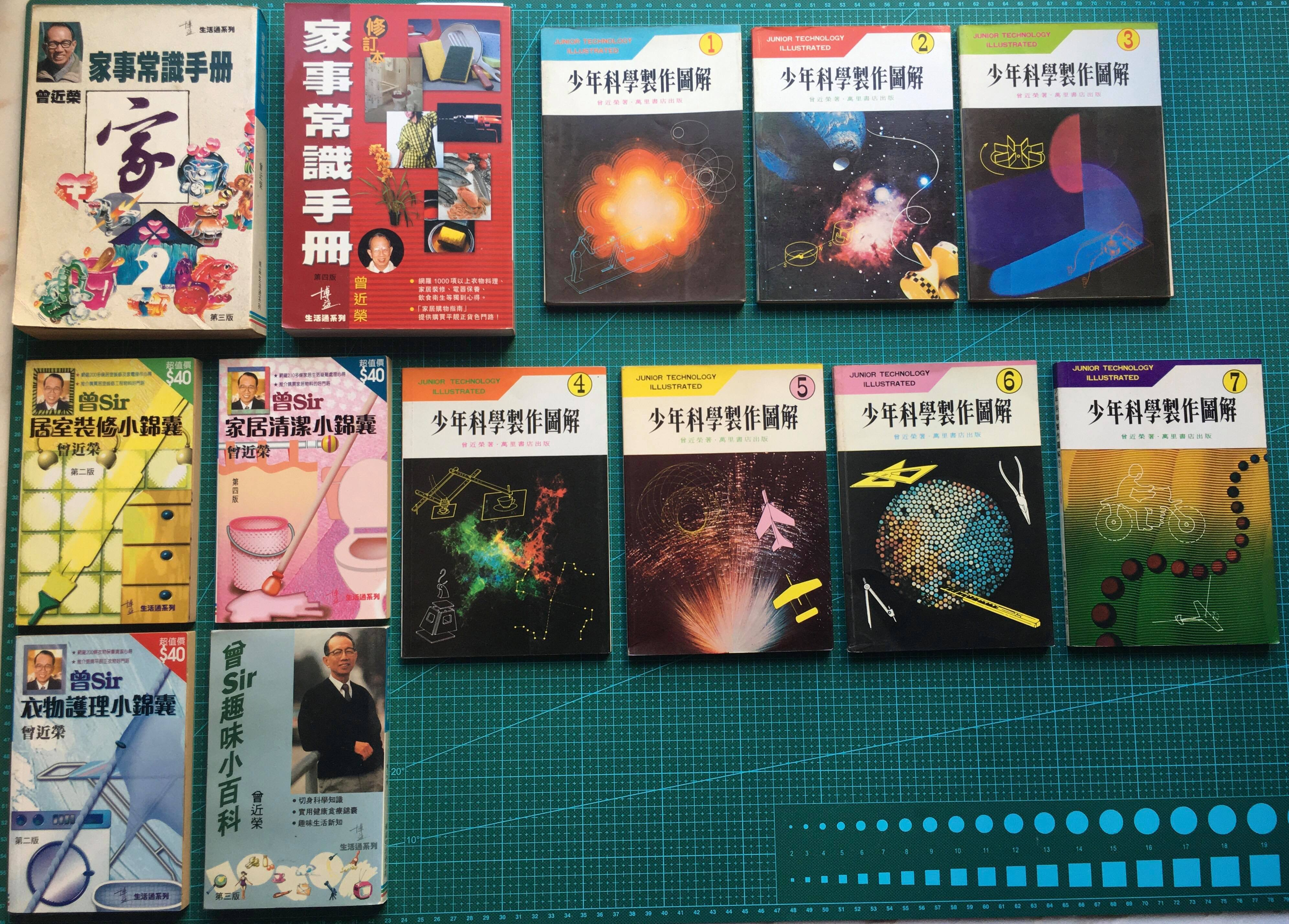
曾近榮著作封面

- 《少年科學製作圖解》（1～7），曾近榮著，萬里機構1978年8月初版，
- 《曾SIR衣物護理小錦囊》，曾近榮著，博益出版集團有限公司1999年7月初版，ISBN 9621768101
- 《曾SIR家居清潔小錦囊》，曾近榮著，博益出版集團有限公司1998年11月初版，ISBN 962176811X
- 《曾SIR居室裝修小錦囊》，曾近榮著，博益出版集團有限公司1999年7月初版，ISBN 9621768128
- 《曾SIR趣味小百科》，曾近榮著，博益出版集團有限公司1995年7月初版，ISBN 9621712106
- 《家事常識手冊》曾近榮著，博益出版集團有限公司1992年4月初版，ISBN 962-17-0935-0
- 《家事常識手冊》曾近榮著，龍吟文化事業股份有限公司1993年初版，ISBN 9576890535
- 《家事常識手冊》修訂版，曾近榮著，博益出版集團有限公司2001年11月初版，ISBN 962-178-41-66
- 《家事常識手冊》增訂版，曾近榮著，博益出版集團有限公司1999年10月（第五版），ISBN 962-176-61-68
- 《家事常識手冊》增訂版，曾近榮著，博益出版集團有限公司2006年，ISBN 978-962-178-41-62

## 家庭
曾近榮已婚，育有一子，其子曾迪維曾是香港電台《頭條新聞》主持之一。

## 外部連結
- 曾近榮Facebook
- 曾近榮在香港影庫上的簡介
- 香港電台「住家男人」專頁 - 曾Sir把累積多年處理家居疑難的竅門及心得公諸同好
- .   [2019-04-20]. （原始内容存档于2006-06-13）. (2006年6月13日的版本)
- 2009年2月1日，香港電台《舊日的足跡》（页面存档备份，存于）
- 2011年9月24日，香港電台 <<住家男人懷念曾SIR曾近榮特輯>>（页面存档备份，存于）
- 蘋果動新聞：哥士的王子　威足半世紀（页面存档备份，存于）
- 蘋果動新聞：星爺痛失哥士的：好可惜 （页面存档备份，存于）
- 新浪網香港: 家居常識專家 哥士的王子 曾Sir病逝 - 附2張曾Sir年輕時的照片[]